# Lac Memphrémagog
Pour les articles homonymes, voir Memphrémagog (homonymie).
Le lac Memphrémagog est un lac partagé entre le Canada et les États-Unis. Côté canadien, il est situé dans la région de Magog en Estrie, au Québec. Côté américain, il dépend de l'État du Vermont (comté d'Orleans).
Long de 42 kilomètres, il est un des plus importants lacs situés au Sud du Québec.

## Toponymie
Le vocable Memphrémagog provient du mot Mamhlawbagak, soit « au lac vaste » ou « grande étendue d'eau » en langue abénaqui,.

## Géographie
Le lac Memphrémagog est divisé en deux par la frontière canado-américaine, située sur le 45e parallèle nord. Il est situé sur le bassin versant du Saint-Laurent. Le lac se trouve au cœur des montagnes Vertes, un rameau des Appalaches. Étant donné sa taille, il dispose de plusieurs affluents, dont quelques rivières.

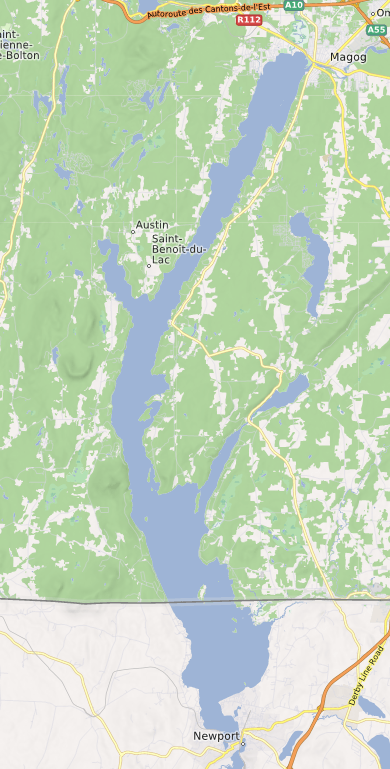
Carte du lac.

| Liste des principaux affluents du lac Memphrémagog | Localisation de leur embouchure |
| -------------------------------------------------- | ------------------------------- |
| Rivière aux Cerises                                | Magog (Québec)                  |
| Black River                                        | Newport (Vermont)               |
| Rivière Barton                                     | Newport (Vermont)               |
| Rivière Clyde                                      | Newport (Vermont)               |

## Histoire

### Pré-histoire
Lors de la dernière période glaciaire il y a 12 000 ans, le lac Memphrémagog était à son étendue maximale, allant jusqu'au nord de Sherbrooke et dans la vallée du Missisquoi. Le lac était alors un lac proglacliaire.

### Époque précoloniale
La première présence humaine au lac Memphrémagog remonterait à l'époque paléoaméricaine entre 10 000 et 8 000 ans avant aujourd'hui. Les premières traces archéologiques découvertes autour du lac remontent à 5 000 ans avant notre ère. Lors de la période sylvicole, s'étendant de 1 000 ans avant notre ère jusqu'à 1534, le lac est un territoire de chasse et une voie navigable utilisée par les Abénaquis.

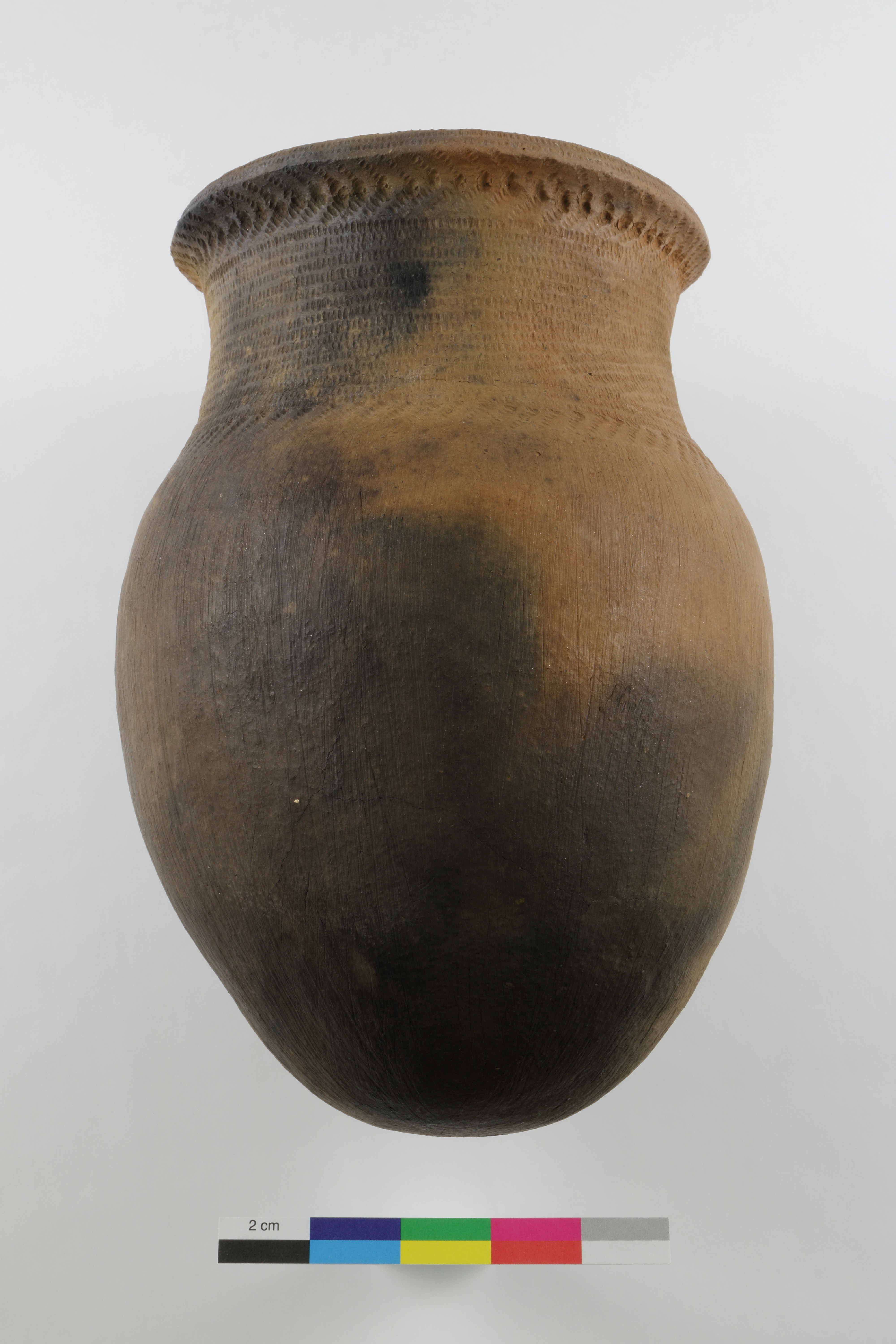
Vase datant de 650 à 1000 ans AA, découvert à Potton (Memphrémagog). Exposé au musée de Pointe à Callière, Montréal.

### Débuts de la colonisation européenne
Lors de la guerre de la Conquête, le lac Memphrémagog a été un des points de passages des Rangers Rogers après leur raid d'Odanak. Après la guerre d'indépendance des États-Unis, la colonisation des Cantons-de-l'Est sera ouverte par les autorités britanniques en 1791. Elle sera facilitée par le fait que les Abénaquis n'avaient à cette époque aucune installation permanente dans la région.
Les premiers colons européens de la région se sont installés vers la fin du XVIIIe siècle. Dans la partie canadienne du lac, bien que la majorité de ces colons était des loyalistes anglais venue s'établir dans la colonie anglaise, d'autres, malgré leur patriotisme américain, viendront simplement pour labourer les terres,. La plupart des villes et villages bordant le lac seront fondés à cette époque,. La proximité des colons des deux côtés de la frontière sera un enjeu de sécurité pour les Britanniques lors de la guerre de 1812.
Par la suite, le côté canadien des pourtours du lac connaîtra des changements démographiques profonds, d'abord avec la mise au pied de la British American Land Company en 1834, qui, de par son entreprise de colonisation, va favoriser l'installation de colons originaire des îles Britanniques. Durant les années 1840, ce seront au tour des Canadiens français d'arriver dans la région avec la construction du chemin de fer et des débuts de l'industrialisation.

### De 1850 à aujourd'hui
À partir de la moitié du XIXe siècle, la partie québécoise du lac deviendra un lieu de villégiature plutôt d'être un lac exploité par l'industrialisation (cette dernière se concentra sur la rivière Magog). Attirés par la beauté du lac et de ses alentours, plusieurs personnes parmi les plus fortunés du Canada ont acheté des propriétés au bord de Memphrémagog.
La partie américaine du lac va plutôt utiliser le lac en fonction de l'exploitation forestière, notamment avec l'ouverture à Newport de la Prouty & Miller Lumber Company en 1865.
Au XXe siècle, la vocation touristique du lac va se confirmer avec le déclin des fermes et l'essor de la construction de chalets autour du lac,.

## Enjeux liés au Lac

### Enjeux environnementaux
Une étude réalisée par le Memphremagog Conservation Inc (MCI) en 2004-2005 montre que le lac Memphrémagog présente plusieurs signes de détérioration. Parmi ceux-ci, on retrouve : les blooms de cyanobactéries, la prolifération des plantes aquatiques et des algues, la diminution de la qualité de l'eau par une perte de transparence, une diminution de l'oxygène et l'augmentation des sédiments.

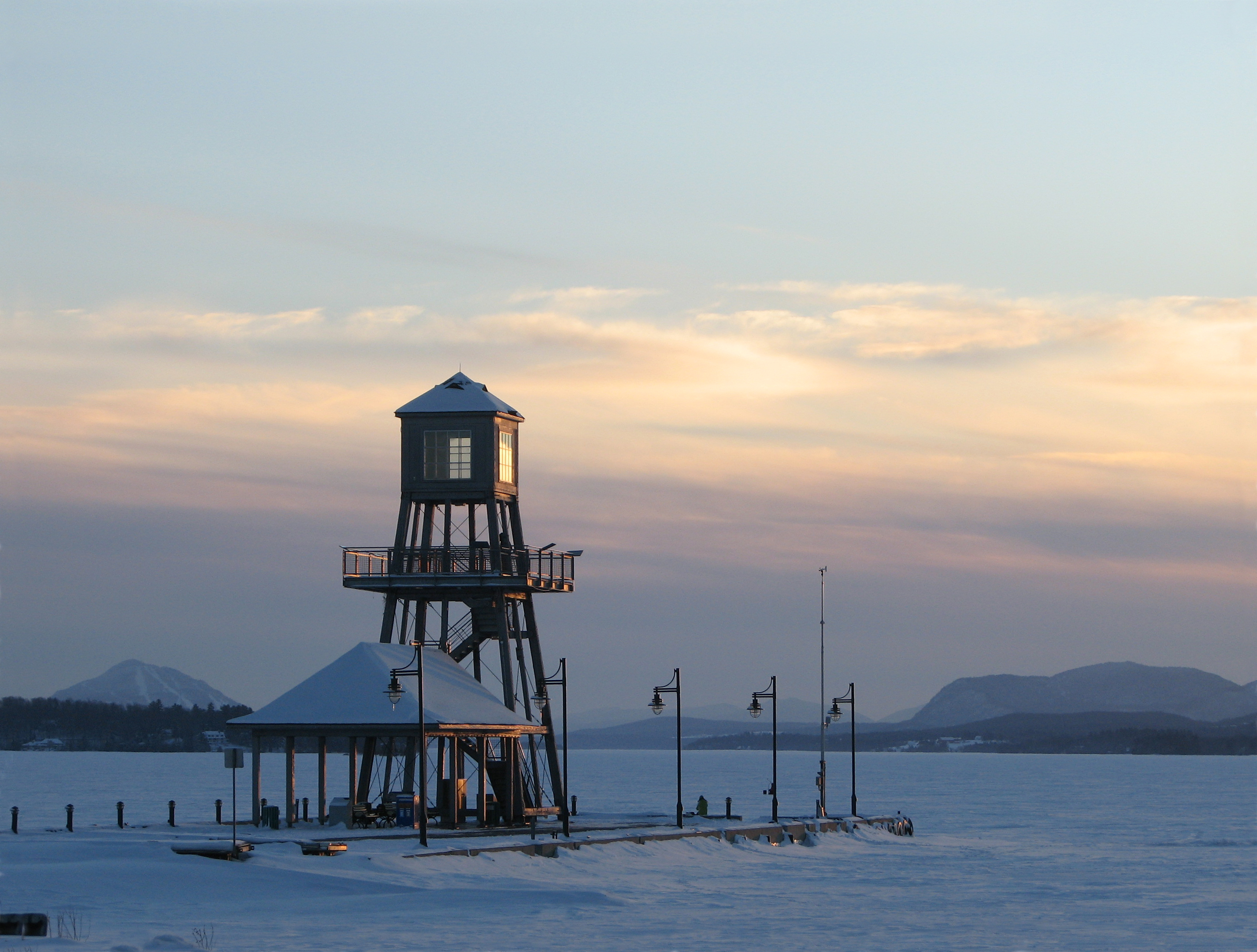
Le lac Memphrémagog en hiver

La cause première de la détérioration du lac est l'apport excessif de phosphore. Les experts s'entendent pour dire que les sources de ce surplus de phosphore sont multiples et proviennent des activités humaines, notamment de l'agriculture, du déboisement et de l'urbanisation. Afin de réduire l'apport excessif de sédiments et de nutriments, une attention particulière est recommandée pour la protection et la renaturalisation des rives, la gestion des fossés, la gestion des eaux usées ainsi que l’utilisation des fertilisants à proximité du lac et de ses tributaires.

## Activités économiques liées au lac

### Tourisme
Le lac Memphrémagog génère une activité touristique presque depuis les débuts de la colonisation, où la région autour devient un lieu de villégiature dès la moitié du XIXe siècle.
Club nautique de la baie Sargent (Sargent's Bay Yacht Club) : malgré son nom, est un club de voile  basé à la baie Sargent. Il a été lancé en 1935 par plusieurs familles de la baie, dans le but d'enseigner à leurs enfants les rudiments de la voile.
Le lac était chaque année l'hôte d'une compétition de nage, la traversée internationale du lac Memphémagog, dont la dernière édition a eu lieu en 2015.
La pêche est une activité grandement pratiquée sur le lac Memphrémagog. Par contre, depuis le 20 décembre 2022, une nouvelle loi est appliquée concernant la pêche en hiver. La pêche sur la glace est la seule pêche pouvant être pratiquée durant la période hivernale du 20 décembre au 31 mars. Ainsi, la pêche en eau libre est maintenant interdite lors de cette période de l’année sur ce lac.

## La créature Memphré
Une vieille légende abénaquise rapporte aussi la présence d'un monstre mythique dans ses eaux, le célèbre monstre Memphré.

## Le lac et la culture

### Peinture
Dès l'apparition de la villégiature autour de Memphrémagog, le plan d'eau et les paysages presque intouchés par l'humain deviennent une inspiration majeure de peintres paysagistes réputés en Amérique du Nord comme Cornelius Krieghoff, Allan Edson,...

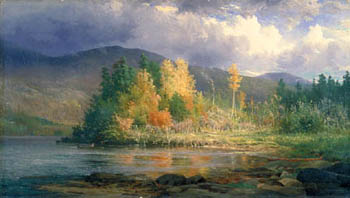
Allan Edson- l'Orage qui vient, Lac Memphrémagog (1880). Collection de l'ancien premier ministre du Québec, Maurice Duplessis.

### Autres arts représentant le lac
Le lac Memphrémagog est mentionné dans un roman de Chris Bohjalian, Close Your Eyes, Hold Hands (« Fermez les yeux, tenez la main »), dans lequel le lac est le site d'un réacteur nucléaire qui a subi une fusion cataclysmique.
Le lac Memphrémagog est mentionné dans le roman Northwest Passage (« Passage du Nord-Ouest »), un roman historique de Kenneth Roberts sur le raid des Rangers de Rogers en 1759. Dans Northwest Passage, le film de 1940 adapté du roman, Spencer Tracy utilise une carte qui montre le lac Memphrémagog et les environs.
Le film de 1986 Le Déclin de l'empire américain a été tourné au lac Memphrémagog de septembre à octobre 1985.
Le groupe canadien The Tragically Hip mentionne Lake Memphremagog dans sa chanson inédite Problem Bears de 2002, qui fait partie de leurs sessions d'album In Violet Light.
Le lac Memphrémagog est mentionné et représenté dans Disappearances, un film de 2006 du réalisateur Jay Craven avec Kris Kristofferson, Charlie McDermott et Geneviève Bujold.
Des versions fictives du lac apparaissent dans les livres de Howard Frank Mosher sur le Royaume du Nord-Est du Vermont, y compris le Royaume de Dieu.
Le lac Memphrémagog est le théâtre de la scène culminante du roman satirique de Kenneth Butler Holy Fool.